# 2082
2082 (ММLXXXII) е обикновена година, започваща в четвъртък според григорианския календар. Тя е 2082-рата година от новата ера, осемдесет и втората от третото хилядолетие и третата от 2080-те.

## Събития
- Очаква се да се проведат тридесет и деветите Зимни олимпийски игри.